# Santuario della Madonna di San Marco
Il santuario della Madonna di San Marco, noto anche come basilica della Madonna della Consolazione, è un luogo di culto cattolico dalle forme neobizantine situato in via Don Stefano Raffi 30 a Bedonia, in provincia di Parma e diocesi di Piacenza-Bobbio, accanto al seminario vescovile; è sussidiario della parrocchiale di Sant'Antonino Martire di Bedonia e fa parte del vicariato della Val Taro e Val Ceno.

## Storia
Sul luogo dell'attuale santuario nel 1600 fu edificato, accanto a una fonte considerata miracolosa, un piccolo sacello, noto come cappellina del Pozzo, per volere di un gruppo di mercanti veneziani, in segno di ringraziamento alla Madre della Consolazione che avrebbe intercesso per la loro liberazione dopo che erano stati assaliti da banditi.
Nel 1685 fu costruito a poca distanza un oratorio dedicato a san Marco, in seguito elevato a santuario mariano, ove nel 1731 fu collocata una venerata statua cinquecentesca raffigurante la Madre della Consolazione. Attorno alla piccola chiesa, frequentata da un numero sempre crescente di devoti, fu edificato verso la metà del XIX secolo il seminario vescovile, inaugurato il 25 luglio del 1846.
L'antico luogo di culto si rivelò nel tempo sempre più inadeguato a ospitare tutti i pellegrini, perciò verso la metà del XX secolo fu decisa la costruzione di un nuovo santuario dedicato alla Madre della Consolazione, su progetto degli architetti Gino Robuschi e Luigi Sassi; la cerimonia di posa della prima pietra si svolse il 3 settembre del 1939 alla presenza del vescovo di Piacenza Ersilio Menzani e di quello di Sarsina Teodoro Pallaroni, ma il cantiere fu presto interrotto a causa dello scoppio della seconda guerra mondiale, per riprendere solo nel 1948 con le opere di scavo; tre anni dopo fu pressoché completata la cripta, eretta attorno alla cappellina, mentre nel 1954 fu edificata la cupola e l'anno seguente furono innalzate le pareti perimetrali. Tra il 1960 e il 1970 furono infine costruiti i due portici ai lati del sagrato.
Nel 1978 il santuario fu elevato al rango di basilica minore per volere del papa Giovanni Paolo I.
Nel 2006 fu ristrutturata e decorata la cripta, all'epoca ancora non del tutto completata, su progetto dell'ingegner Paolo Scarpa.

## Descrizione

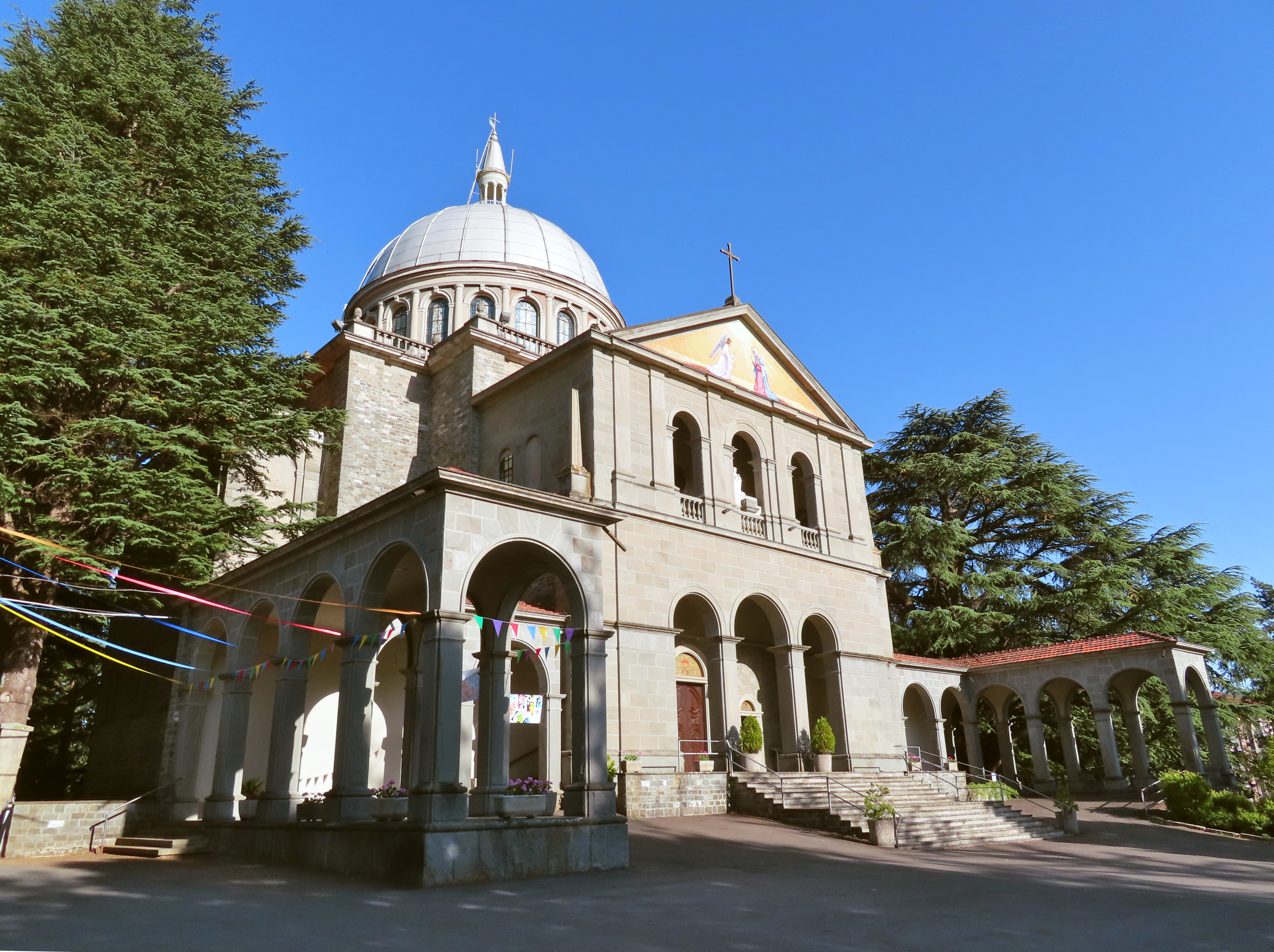
Facciata e lato nord

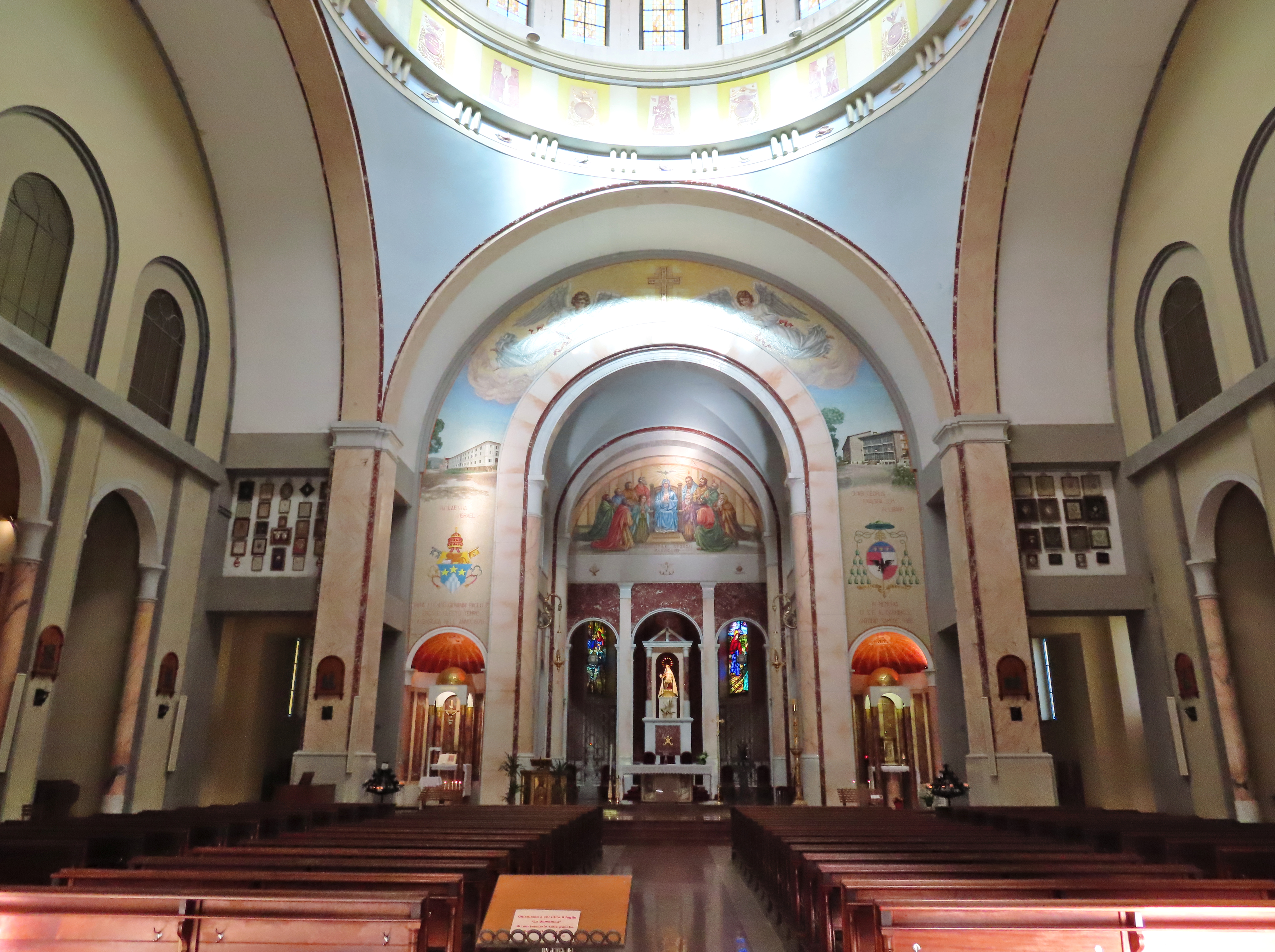
Navata

Il santuario, lievemente sopraelevato, si sviluppa su una pianta centrale a croce greca allungata con accesso a ovest; inferiormente è collocata la moderna cripta, che si articola su un impianto a tre navate.
La simmetrica facciata a capanna, interamente rivestita in conci regolari di pietra, è preceduta da un monumentale porticato ad arcate a tutto sesto rette da pilastri dorici, sviluppato su due livelli su una pianta a C attorno all'ampio sagrato; nel mezzo un largo scalone in pietra conduce al portico d'ingresso a tre arcate; al suo interno sono collocati tre portali d'accesso, di cui quello centrale più ampio, tutti delimitati da cornici coronate da lunette decorate con mosaici dorati. Al secondo ordine si apre un loggiato a tre arcate a tutto sesto chiuse da balaustre e scandite da lesene con capitelli dorici; nel mezzo è posta una grande statua della Madonna della Consolazione. In sommità si staglia un grande frontone triangolare con cornice in aggetto, interamente decorato con un dipinto raffigurante la Beata Annunciazione.
Dal terrazzo balaustrato che copre l'aula emerge la possente mole del tamburo, decorato con lesene alternate ad ampie monofore ad arco a tutto sesto; in sommità si staglia la cupola in rame, sormontata da un'alta ed esile lanterna con copertura a guglia conica.

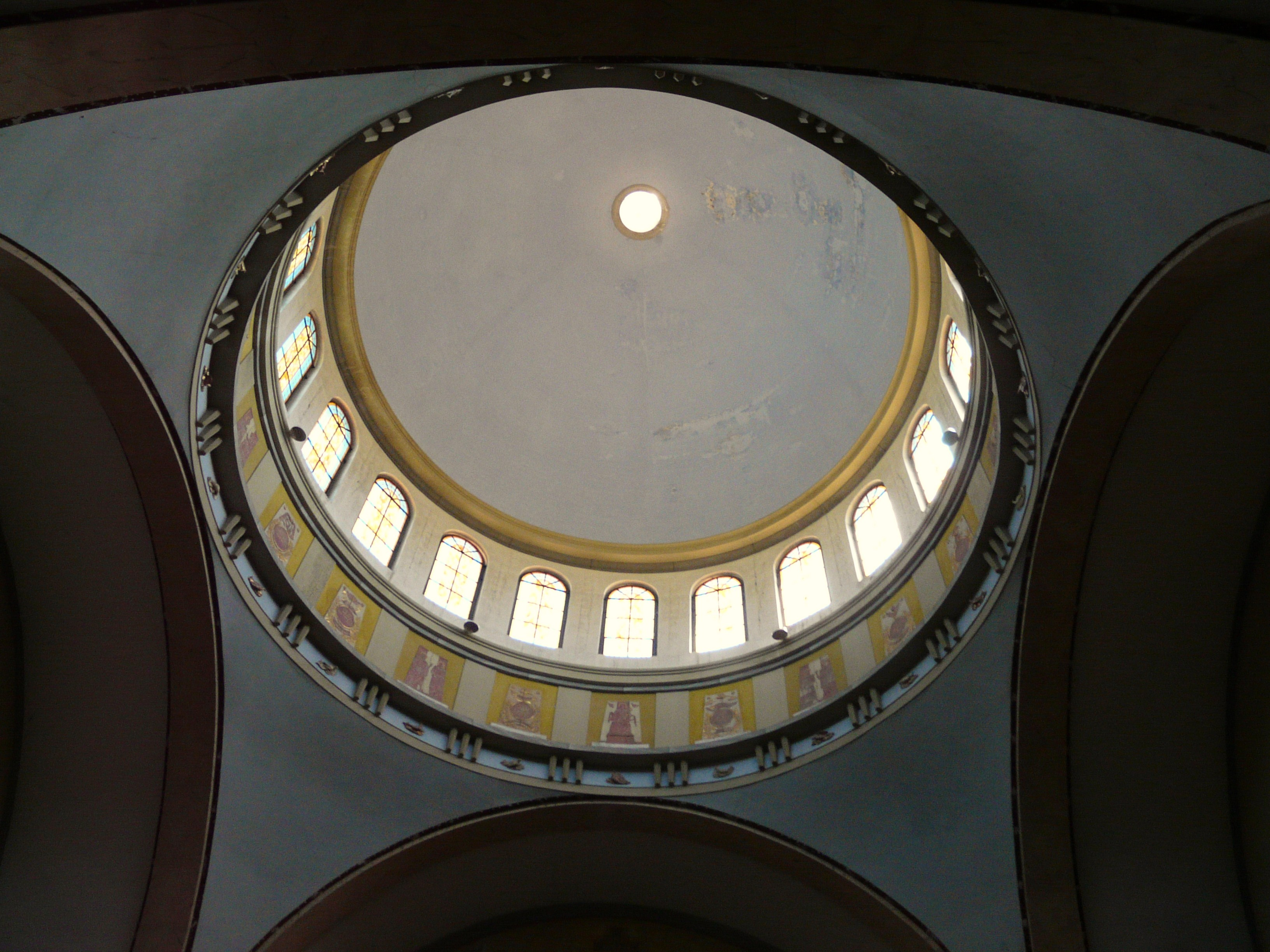
Cupola

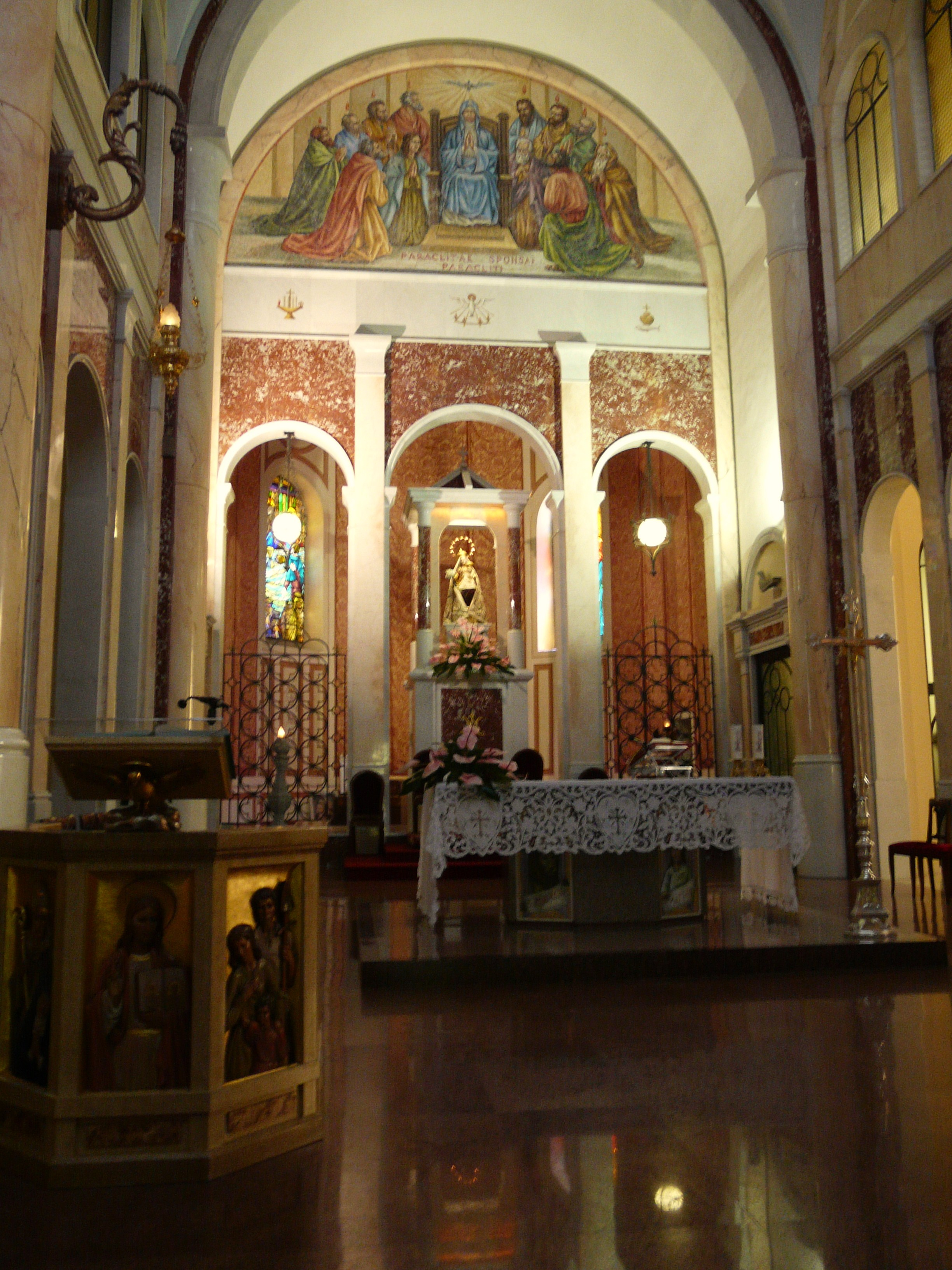
Presbiterio

All'interno l'ampia aula quadrata è sormontata dalla monumentale cupola alta 50 m, che si eleva sul tamburo di 15 m di diametro, decorato con una serie di altorilievi in ceramica alternati a lesene e illuminato da numerose monofore ad arco; ai lati si aprono, attraverso ampie arcate a tutto sesto, i quattro bracci, coperti da volte a botte; ai quattro spigoli dell'aula si elevano alti pilastri in marmo rosa con capitelli dorici, dietro i quali si affacciano altrettanti ambienti quadrati con basse coperture piane.
I due rami del transetto si concludono in tre vani, che, arricchiti da tele settecentesche e ottocentesche, si affacciano attraverso arcate a tutto sesto rette da alti pilastri decorati sui fianchi con semicolonne in marmo rosa; gli ambienti centrali, absidati, accolgono i due altari laterali, mentre gli spazi adiacenti, a pianta quadrata, accolgono i confessionali e gli accessi ai locali annessi.
Il presbiterio, coperto da una volta a botte, è preceduto da un ampio arco trionfale a tutto sesto decorato con un mosaico, alla cui base si affacciano simmetricamente sull'aula due cappelle absidate; sui fianchi si aprono due serie di arcate a tutto sesto scandite da alte lesene; al centro è collocato l'altare maggiore a mensa in marmo rosso, con paliotto ornato con le raffigurazioni del Leone di san Marco e di San Marco.
Sul fondo due alte lesene scandiscono tre arcate a tutto sesto, che, coronate da un'ampia lunetta decorata con un mosaico raffigurante la Pentecoste, si aprono sull'abside; l'ambiente, illuminato da due ampie vetrate raffiguranti la Visitazione e le Nozze di Cana, accoglie un'edicola con colonne in marmo rosso contenente la statua in legno dipinto della Madonna della Consolazione, risalente al 1531 ma incoronata nel 1889 dal vescovo di Piacenza Giovanni Battista Scalabrini.

### Cripta
La cripta, coperta da un solaio piano ornato con cornici geometriche, si sviluppa su tre navate, scandite da una serie di pilastri; ai fianchi si aprono tre cappelle laterali per parte, tra cui una contenente un presepe animato perenne.
Si distingue l'antica cappellina del Pozzo inglobata durante la costruzione del santuario; l'ambiente, aperto ai lati della vasca di raccolta dell'acqua sorgiva delimitata da due pilastri in marmo bianco con capitelli dorici, accoglie un grande altare in marmi policromi, realizzato in stile barocco nel 1716; al suo interno sono conservate le reliquie di sant'Alessandro.
Il presbiterio absidato ospita sul fondo l'altare maggiore barocco in marmi policromi, proveniente dall'antico santuario di San Marco; sul retro si staglia la pala raffigurante la Madonna di San Marco.